# Gregorio Jover

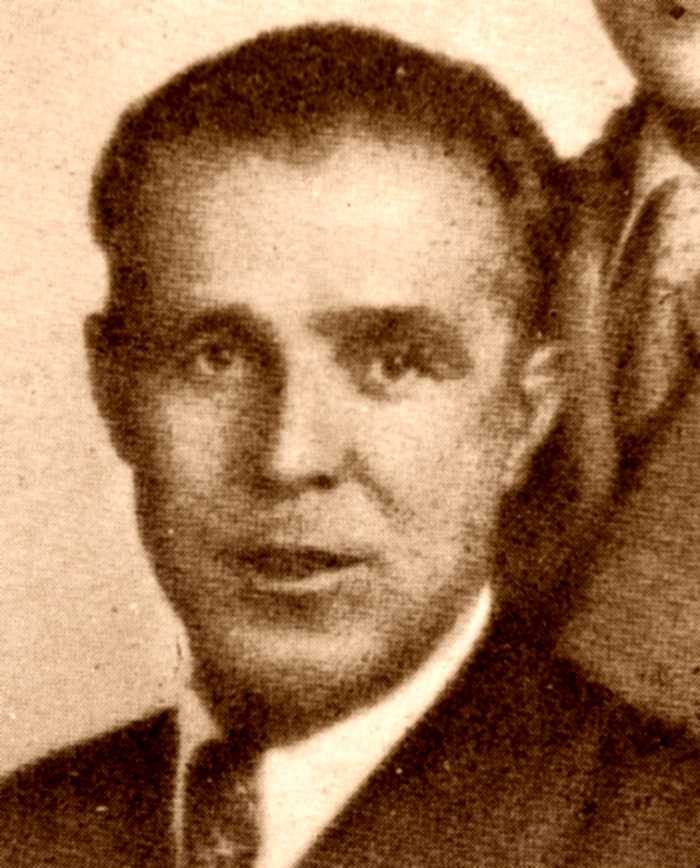
Gregorio Jover (1930)

Gregorio Jover Cortés [gɾeˈɣoɾjo xoˈβeɾ] (* 1891 in Teruel; † 22. März 1964 in Mexiko) war Anarchist und der gewählte Kommandant der anarchistischen 28. Division im spanischen Bürgerkrieg, die gemeinsam mit der Republik gegen die Katholiken, Monarchisten und Faschisten kämpfte.
Als Kind musste Jover nach Valencia emigrieren und organisierte sich früh in sozialistischen und anarchistischen Arbeiterorganisationen.
Er absolvierte eine Ausbildung zum Tischler, wurde kurzzeitig Soldat in Barcelona und war Mitbegründer der grupo de afinidad Los Solidarios. Er organisierte mit Buenaventura Durruti und anderen den Mordanschlag gegen Ministerpräsident Eduardo Dato am 8. März 1921, war aber nicht direkt daran beteiligt.
Jover war mit Buenaventura Durruti, Francisco Ascaso und dessen Bruder Überlebender der Gruppe Los Solidarios, deren meiste Mitglieder nach der Machtübernahme des Diktators Miguel Primo de Rivera ermordet wurden und die 1923 nach Paris ins Exil ging. Jover arbeitete dort in einer Matratzenfabrik und lehnte das Angebot, Werksmeister zu werden, ab. 1924 ging er mit Durruti nach Lateinamerika und kehrte 1926 nach Europa zurück. 1927 war Jover bei einem Komplott zur Ermordung des spanischen Königs Alfons XIII. und des Diktators in Paris beteiligt, wurde von der Polizei verfolgt und ging, nachdem er ausgewiesen werden sollte, in den Untergrund.
1931, mit Ausrufung der Republik, kehrte Jover nach Barcelona zurück und organisierte den Arbeitskampf der Confederación Nacional del Trabajo. Ab 1936 verteidigte er die Straßen Barcelonas und kämpfte später als gewählter Kommandant der anarchistischen 28. Division, der Kolonne Ascaso, gegen die rechten Militärs unter dem Putschisten Francisco Franco an der Front von Aragonien. Nach der Niederlage ging er mit den Überlebenden seiner Division nach Mexico ins Exil, wo er 1964 verstarb.
Jover gilt neben Ascaso und Durruti zu den herausragenden Figuren des Anarchismus in Spanien.